# Pedro Fernandes Neto
Pedro Henrique Fernandes da Silva, mais conhecido como Pedro Fernandes ou Pedro Fernandes Neto (Rio de Janeiro, 22 de abril de 1983), é um dentista, político e professor brasileiro. É filho da vereadora carioca Rosa Fernandes e neto do deputado estadual Pedro Fernandes. Filiado ao Podemos (PODE), Pedro Fernandes foi deputado estadual do Rio de Janeiro entre 2007 e 2018, e titular da Secretaria de Estado de Educação (SEEDUC) de janeiro de 2019 até setembro de 2020
Antes de exercer cargos eletivos e comissionados, Pedro Fernandes foi assessor parlamentar e subprefeito do Grande Irajá e Penha. O político também teve passagens por diversas secretarias tanto do Governo do Estado do Rio de Janeiro quanto da Prefeitura do Rio de Janeiro. Em 2008, foi candidato a vice-prefeito do Rio de Janeiro na chapa de Solange Amaral. Já em 2018, Fernandes foi candidato a governador do Rio de Janeiro pelo Partido Democrático Trabalhista (PDT).
Foi preso no dia 11 de setembro de 2020, na segunda fase da Operação Catarata, que investigava supostos desvios em contratos de assistência social no governo do estado e na prefeitura do Rio.

## Vida pessoal
Pedro Fernandes Neto é filho de Rosa Maria Orlando Fernandes, vereadora do município do Rio de Janeiro, e de José Ubirajara Moreira da Silva, falecido em 2018 devido a um acidente aéreo. No dia 27 de julho de 2018, a aeronave que José Ubirajara pilotava desapareceu quando sobrevoava o mar entre os municípios catarinenses de Itapema e de Navegantes. No dia seguinte ao incidente, alguns pertences do piloto foram localizados. O corpo da vítima foi encontrado somente na tarde do dia 18 de agosto de 2018 a 10 km da costa de Itajaí (SC).
O avô materno do político é o ex-deputado estadual Pedro Fernandes, falecido em 2005, que atuou em 10 legislaturas da Assembleia Legislativa do Estado do Rio de Janeiro (Alerj). Atualmente, Pedro Fernandes é casado com a advogada Heloise Cristina Dias de Armada Fernandes. Possui quatro filhos, sendo um menino e três meninas.
Graduado em Odontologia pela Universidade Iguaçu (UNIG), Pedro Fernandes fez mestrado profissional em Gestão Empresarial na Fundação Getulio Vargas (FGV), pós-graduação em políticas públicas no Instituto Universitário de Pesquisas do Rio de Janeiro (IUPERJ) e cursos de extensão nas seguintes universidades estrangeiras: Harvard (EUA), Salamanca (ESP) e George Washington (EUA). Atualmente é doutorando em Gestão pela FGV, cujo curso é realizado em parceria com a ESC Rennes.

## Carreira política

### 9ª Legislatura da Alerj (2007–2011)
Nas eleições de 2006, Pedro Fernandes recebeu 68.812 votos como candidato a deputado estadual pelo Partido da Frente Liberal (PFL), tendo sido eleito para exercer o cargo na 9ª legislatura (2007–2011) da Assembleia Legislativa do Estado do Rio de Janeiro (Alerj).
Em junho de 2008, Pedro Fernandes foi escolhido como candidato a vice-prefeito do Rio de Janeiro na chapa de Solange Amaral, candidata a prefeita pelo Democratas (DEM) nas eleições daquele ano. No 1º turno das eleições municipais de 2008, realizado no dia 5 de outubro, Solange obteve 128.596 votos (3,92% do total de votos válidos), ficando fora do 2º turno. Anteriormente, o político havia sido titular da Secretaria Municipal de Meio Ambiente (SMAC) do município do Rio de Janeiro entre abril e junho de 2008, durante a gestão do prefeito Cesar Maia.
Em seu primeiro mandato como deputado estadual, Pedro foi autor de três leis estaduais: da Lei Nº 5038/07, que obriga hospitais, unidades médicas de atendimento emergencial e laboratórios da rede privada de saúde a se adaptarem ao atendimento de obesos mórbidos graves; da Lei Nº 5330/08, feita em conjunto com outros cinco deputados estaduais, que estabelece a obrigatoriedade da inclusão do CPF ou do CNPJ do consumidor nas contas de água e esgoto; e da Lei Nº 5390/09, elaborada junto com o deputado estadual Chiquinho da Mangueira, que dispõe sobre a fabricação, a comercialização, a estocagem e a queima de fogos de artifício no estado do Rio de Janeiro.

### 10ª Legislatura da Alerj (2011–2015)

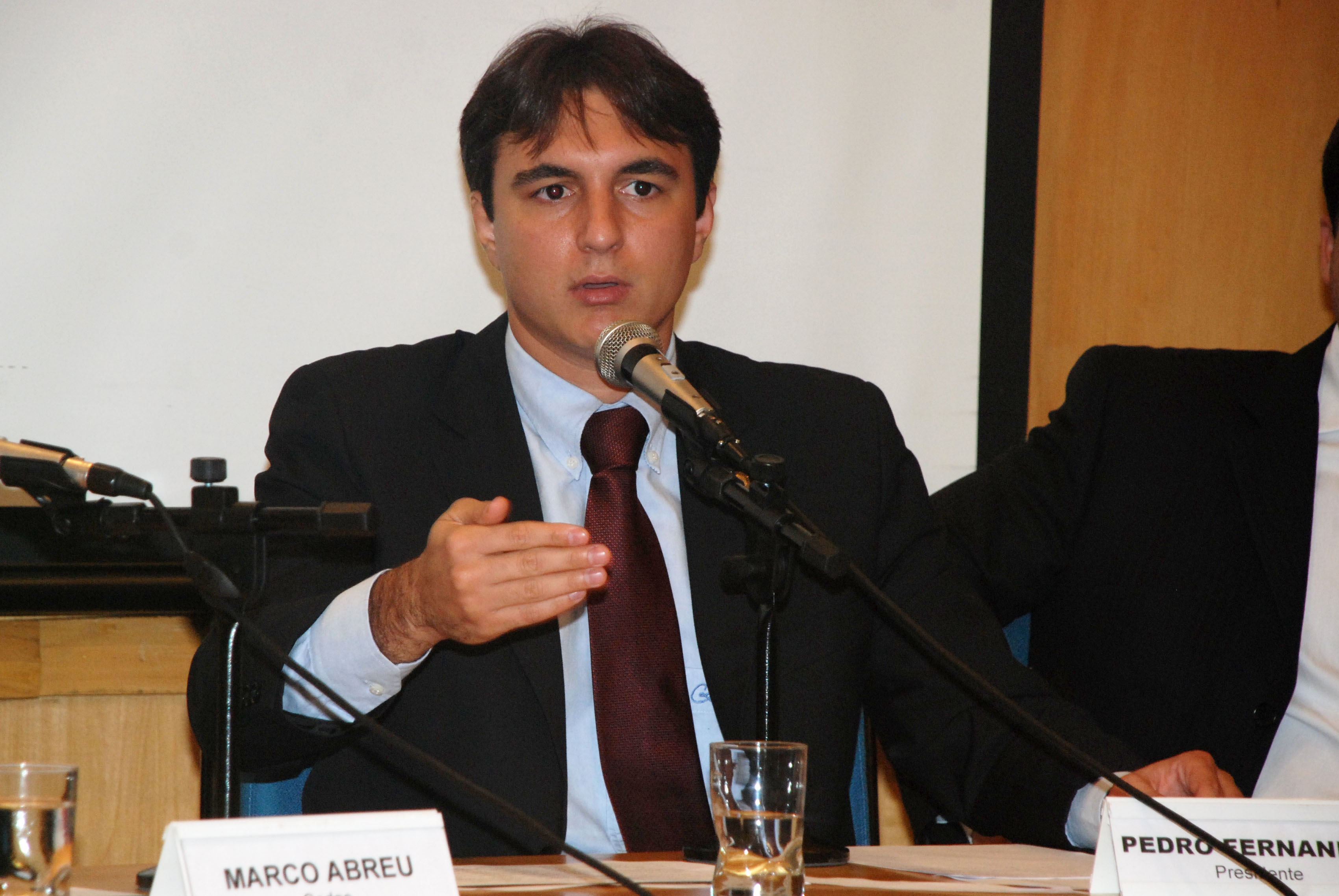
Pedro Fernandes em 2011.

Nas eleições de 2010, Pedro foi reeleito deputado estadual para a 10ª legislatura (2011–2015) da Alerj. Na ocasião, como candidato pelo Partido do Movimento Democrático Brasileiro (PMDB), obteve 69.571 votos.
Filiou-se ao Solidariedade (SD) em outubro de 2013. Em 3 de fevereiro de 2014, Pedro Fernandes Neto foi nomeado titular da Secretário de Estado de Assistência Social e Direitos Humanos (SEASDH) pelo então governador Sérgio Cabral em substituição ao deputado estadual Zaqueu Teixeira. Na secretaria, Pedro criou o projeto "Rio Mova-se", que oferecia sessões gratuitas de fisioterapia a moradores de algumas regiões do Rio de Janeiro; foi responsável pela reforma de unidades do antigo Restaurante Cidadão; e foi coordenador dos serviços sociais do Governo do Estado do Rio de Janeiro relativos à implantação das Unidades de Polícia Pacificadora (UPPs) da Vila Kennedy e da Maré. O político ocupou a pasta até o dia 4 de abril de 2014, quando foi exonerado devido à proximidade das eleições de 2014.

### 11ª Legislatura da Alerj (2015–2019)
Nas eleições de 2014, o político foi novamente reeleito deputado estadual para a 11ª legislatura (2015–2019) da Alerj. Dessa vez como candidato pelo Solidariedade (SD), Fernandes teve 75.366 votos.
No dia 22 de fevereiro de 2016, o deputado estadual Pedro Fernandes Neto encontrou, durante inspeção na Central Geral de Abastecimento (CGA) da Secretaria de Estado de Saúde, responsável pelo armazenamento, pela logística e pela distribuição de medicamentos e de materiais médico-cirúrgicos para unidades de saúde do Rio de Janeiro, mais de 300 toneladas de medicamentos e materiais hospitalares fora da validade. O consórcio LogRio, composto pelas empresas Facility e Prol e responsável pela CGA na época, alegou que emitia relatórios periodicamente para a Secretaria de Saúde comunicando a proximidade do vencimento dos materiais. Em 2018, o Ministério Público do Estado do Rio de Janeiro (MP-RJ) ajuizou uma ação civil pública para apurar a prática de corrupção relacionada ao desperdício de toneladas de medicamentos. Vinte pessoas, incluindo Sérgio Côrtes e Sérgio Cabral, são alvos do processo, que irá apurar as responsabilidades civil e penal relacionadas ao caso. Segundo Cesar Romero, ex-subsecretário de Saúde, as empresas que assumiram a gestão da CGA, Facility e Prol, ambas do empresário Arthur Soares, não tinham qualquer experiência em logística de saúde.
No dia 12 de janeiro de 2017, Pedro Fernandes foi nomeado pelo governador fluminense Luiz Fernando Pezão como titular da Secretário de Estado de Assistência Social e Direitos Humanos (SEASDH), cargo que havia ocupado anteriormente no início de 2014. Menos de um mês depois, o político foi remanejado para a Secretaria de Estado de Ciência, Tecnologia, Inovação e Desenvolvimento Social (SECTIDS), onde ficou até julho. O motivo da exoneração de Pedro da SECTIDS, que pediu demissão do cargo de secretário, foi o atraso no pagamento de servidores da secretaria na época.
Em 6 de outubro de 2017, Pedro Fernandes assumiu a chefia da Secretaria Municipal de Assistência Social e Direitos Humanos (SMASDH) do município do Rio de Janeiro, cargo que ocupou até o dia 2 de abril de 2018, quando foi exonerado devido à proximidade do fim do prazo de desincompatibilização de cargos para quem pretendia concorrer nas eleições de 2018.

### Candidatura ao governo do Rio de Janeiro em 2018
No dia 8 de dezembro de 2017, Pedro Fernandes publicou um vídeo em sua página pessoal no Facebook onde anunciava sua intenção de disputar o cargo de governador do Rio de Janeiro na eleição do ano seguinte. Em 19 de fevereiro de 2018, o então deputado estadual foi anunciado como pré-candidato a governador pelo Partido Humanista da Solidariedade (PHS). No entanto, devido à intervenção da executiva nacional do PHS no diretório regional do partido, a ideia de lançar a candidatura de Pedro Fernandes pela legenda foi deixada de lado. Na janela de trocas partidárias de 2018, o político optou por sair do Movimento Democrático Brasileiro (MDB), partido no qual era membro desde 2016, e filiou-se no dia 28 de março ao Partido Democrático Trabalhista (PDT).
Em 8 de maio de 2018, Pedro Fernandes foi lançado pelo PDT como pré-candidato ao Governo do Estado nas eleições daquele ano. O evento de lançamento ocorreu em um clube de Olaria e contou com a presença de Ciro Gomes, pré-candidato à presidência da República naquele ano, e de Carlos Lupi, presidente nacional do PDT.
No dia 3 de agosto de 2018, durante a convenção estadual do PDT, a candidatura de Pedro Fernandes a governador pela legenda foi oficializada. Três dias depois, o Partido Socialista Brasileiro (PSB) indicou o então deputado estadual Doutor Julianelli para ser o candidato a vice-governador da chapa de Pedro. A aliança regional entre PDT e PSB no Rio de Janeiro beneficiou Ciro Gomes, candidato à Presidência da República em 2018, que teve mais inserções em programas eleitorais na TV e no rádio no estado.
No 1º turno, Pedro Fernandes obteve 466.954 votos (6,11% do total de votos válidos), ficando de fora do segundo turno e não se elegendo ao cargo disputado. Para o 2º turno, o PDT declarou apoio à candidatura de Eduardo Paes (DEM), no entanto Fernandes optou por apoiar o outro candidato da situação, Wilson Witzel (PSC), alegando que o ex-juiz federal mudaria o modelo político que vinha dominando o estado durante décadas. O apoio de Pedro a Witzel recebeu críticas de membros do PDT, resultando na posterior desfiliação do político da legenda.

### Secretaria de Estado de Educação (2019–2022)
No dia 21 de dezembro de 2018, Pedro Fernandes foi anunciado pelo governador fluminense eleito Wilson Witzel (PSC) como titular da Secretaria de Estado de Educação (SEEDUC) a partir de 2019. Pedro havia apoiado Wilzel no 2º turno das eleições de 2018 e participado da transição de governo após as eleições. No mesmo dia, foram anunciados os nomes de Eduardo Lopes (PRB) e de Felipe Bornier (PROS) para a chefia da Secretaria de Estado de Agricultura, Pecuária, Pesca e Abastecimento (SEAPPA) e da Secretaria de Estado de Esporte, Lazer e Juventude (SEELJE), respectivamente. A nomeação de Pedro Fernandes para a SEEDUC foi publicada no Diário Oficial do Estado do Rio de Janeiro (DOERJ) do dia 1º de janeiro de 2019, embora a cerimônia de posse dos secretários da nova gestão estadual tenha sido realizada no dia seguinte.

### Operação Catarata
Pedro Fernandes, junto com a ex-deputada Cristiane Brasil (PTB) foram presos por supostos desvios em contratos de assistência social no governo do estado e na Prefeitura do Rio.
Pedro foi preso, segundo o MPRJ, por ações durante sua gestão na Secretaria Estadual de Tecnologia e Desenvolvimento Social nos governos de Sérgio Cabral e de Luiz Fernando Pezão — antes de assumir a Educação do RJ a convite de Wilson Witzel.
A Fundação Estadual Leão XIII, alvo da investigação, era vinculada à secretaria de Pedro. A investigação afirma que o secretário ficava com 20% do valor de contratos assinados – tudo dinheiro de propina, segundo o MP.
Ao receber voz de prisão, Pedro Fernandes apresentou um exame positivo de Covid-19, o que transformou a prisão preventiva em domiciliar. Posteriormente, acabou sendo levado a um presídio.
Segundo a Defesa de Pedro: "O advogado dele vinha pedindo acesso ao processo desde o final de julho, mas não conseguiu. A defesa colocou Pedro à disposição das autoridades para esclarecimentos na oportunidade. No entanto, Pedro nunca foi ouvido e só soube pela imprensa de que estava sendo investigado por algo que ainda não tem certeza do que é", disseram os advogados, em nota. "Pedro confia que tudo será esclarecido o mais rápido possível, e a inocência dele, provada", acrescentaram.
Em 15 de outubro de 2020, a Quinta Câmara Criminal do Tribunal de Justiça do Rio mandou soltar o ex-secretário.

### Fim de carreira política
Em 16 de setembro de 2020, foi noticiada a exoneração de Pedro Fernandes do cargo de Secretário Estadual de Educação. A partir dessa data, por um período de alguns dias, a pasta foi chancelada pela então subsecretária Cláudia Lasry Martins. O novo secretário efetivo, Comte Bittencourt, foi nomeado oficialmente em 25 de setembro. 
No dia 17 de novembro de 2020, por meio de seu Instragram, Pedro Fernandes anuncia a decisão de abandonar a política:
"Olá pessoal. Não me pronunciei antes para não parecer que as minhas palavras tinham cunho político ou eleitoral. Agradeço imensamente o carinho de todos vocês comigo e com a minha família. Obrigado a todos que confiaram na minha índole e sempre tiveram a certeza que nunca fizemos nada de errado. Agradeço em especial a nossa equipe que tanto nos incentivou a seguir em frente e deu o seu melhor para eleger a vereadora Rosa Fernandes, a vereadora mais votada do Rio de Janeiro. O nosso sucesso só foi possível porque foi somado ao empenho e ao trabalho de vocês. Muito obrigado!"